# Sinpalsken
Sinpalsken is een Belgisch bier van hoge gisting.
Het bier wordt gebrouwen in Brouwerij Van Steenberge te Ertvelde in opdracht van bierfirma De Cock Meesterbrouwers uit Sint-Pauwels sinds 1996. Dit bier wordt gebrouwen met enkel mout, hop, gist en water, zonder toevoeging van bewaarmiddelen. Er wordt enkel wat suiker toegevoegd voor de hergisting op de fles.

## Varianten
- Sinpalsken Blond, goudblond bier met een alcoholpercentage van 8,5%
- Sinpalsken Donker, roodbruin bier met een alcoholpercentage van 8,5%
- Sinpalsken Nullus, alcoholarm bier met een alcoholpercentage van 0,3%